# NGC 5581
NGC 5581 је елиптична галаксија у сазвежђу Волар која се налази на NGC листи објеката дубоког неба.
Деклинација објекта је + 23° 28' 48" а ректасцензија 14h 21m 16,2s. Привидна величина (магнитуда) објекта NGC 5581 износи 14,1 а фотографска магнитуда 15,1. NGC 5581 је још познат и под ознакама MCG 4-34-21, CGCG 133-38, PGC 51282.